# حزب استقلال (مراکش)

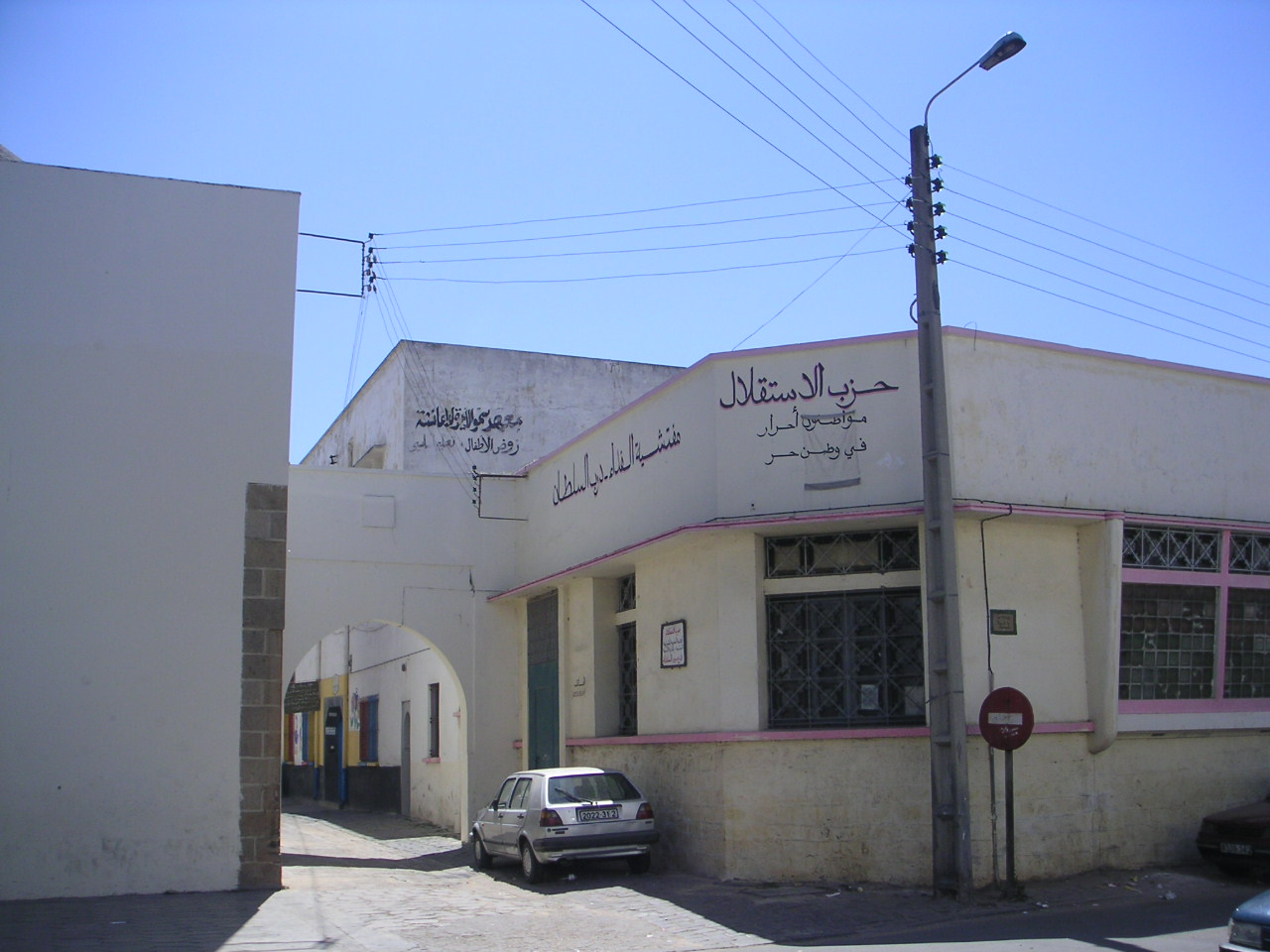

حزب استقلال حزبی سیاسی ملی‌گرا درمراکش است.
شاخه جوانان حزب Jeunesse du Parti Istiqlal است.
در انتخابات مجلس ۲۰۰۲ حزب ۴۸ کرسی دریافت کرد.
این یک حزب محافظه کار و عضو اتحادیه دموکرات بین‌المللی و دموکرات میانه است. استقلال رهبری یک دولت ائتلافی تحت حاکمیت عباس الفسی از ۱۹ سپتامبر ۲۰۰۷ تا ۲۹ نوامبر ۲۰۱۱ بود. از سال ۲۰۱۳، اپوزیسیون رسمی بوده‌است.

## تاریخچه
این حزب در آوریل ۱۹۳۷ تأسیس شد. به عنوان حزب ملی استقلال، که در سال ۱۰ دسامبر ۱۹۴۳ به حزب استقلال معرفی شد.
استقلال ۵۲ کرسی از ۳۲۵ کرسی را در انتخابات پارلمانی بیش از هر حزب دیگری در ۷ سپتامبر ۲۰۰۷ برگزار شد گرفت و پس از آن رهبر حزب، عباس الفسی، توسط پادشاه محمد چهارم در تاریخ ۱۹ سپتامبر ۲۰۰۷ نخست وزیر شد.
این حزب ۶۰ کرسی از ۳۲۵ کرسی را در انتخابات پارلمانی که در نوامبر ۲۰۱۱ برگزار شد و حزب دوم در پارلمان بود، به دست آورد.